# Wilhelmstraße (Wiesbaden)
La Wilhelmstraße (littéralement: rue Guillaume) est un boulevard du quartier de Mitte, dans le centre historique de ville hessoise de Wiesbaden.

## Situation et accès

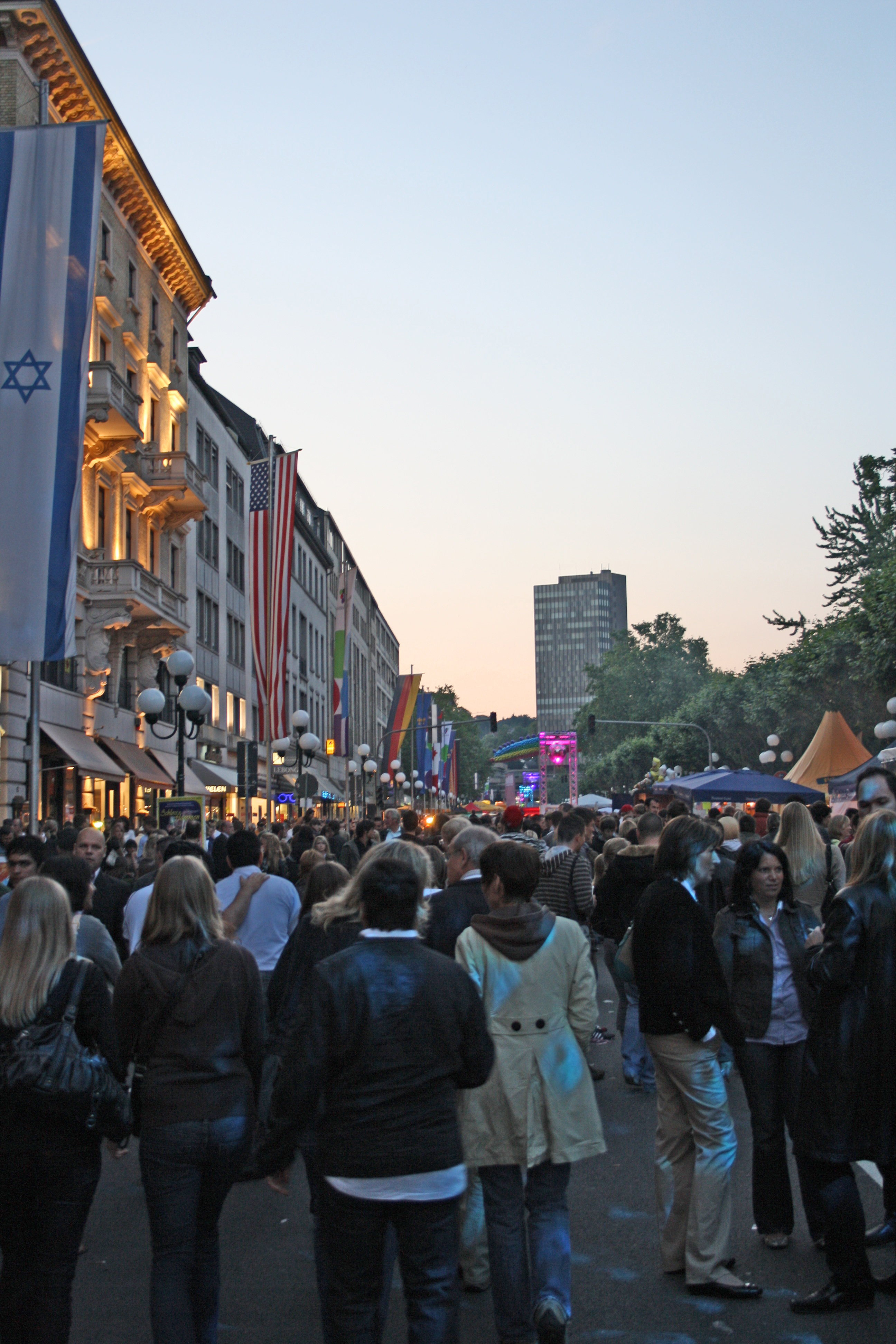
La fête de la Wilhelmstraße, chaque année en juin.

La Wilhelmstraße part du Kureck (jonction de la Taunusstraße et de la Sonnenberger Straße) vers le sud jusqu'à la Rheinstraße et forme la limite orientale du pentagone historique de la vieille ville. Elle marque la limite entre la vieille ville de Wiesbaden à l'ouest et le quartier des thermes et des villas à l'est. On y trouve nombre de boutiques chic.
À l'extrémité nord de la Wilhelmstraße, on arrive au Bowling Green et à la Kurhausplatz avec le Kurhaus (thermes), au nord la colonnade et au sud le théâtre de Wiesbaden. En face se trouve la Kaiser-Friedrich-Platz avec le monument de l'empereur Frédéric III et l'hôtel de luxe Nassauer Hof. Le parc du Warmer Damm s'étend au sud du théâtre, à l'est de la Wilhelmstraße, en face de l'espace d'exposition d'art contemporain, le Bellevue, au rez-de-chaussée de l'ancien hôtel Bellevue. Au coin de la Friedrichstraße se trouve le palais du Prince-Héritier (Erbprinzenpalais), de style néo-classique, qui abrite aujourd'hui la Chambre de commerce et d'industrie. La villa Clémentine se dresse au coin de la Frankfurter Straße et quelques maisons plus loin le visiteur remarque le Nassauischer Kunstverein et à l'extrémité Sud se trouve une sculpture de Joannis Avramidis.
Au sud du croisement avec la Rheinstraße, on peut aller au musée de Wiesbaden donnant sur la Friedrich-Ebert-Allee. En face, le RheinMain CongressCenter a ouvert en avril 2018, à l'emplacement des anciennes Rhein-Main-Hallen (1956-2018).

## Origine du nom
Elle porte le nom du duc de Nassau, Guillaume de Nassau (1792-1839), souverain du duché de Nassau de 1816 à 1839.

## Historique
Elle est tracée d'abord selon les plans de Carl Florian Goetz en 1806 et forme une allée entre la zone des thermes et la Friedrichstraße. Le boulevard, qui a été construit plus tard et n'a d'arbres que d'un côté, a été planifié et aménagé en 1810 par l'architecte de la ville de Wiesbaden Christian Zais (1770-1820) et porte son nom actuel depuis 1820.
À l'emplacement de l'ancien hôtel Victoria et des bains, l'on construit un musée d'art abstrait avec 400 œuvres de la collection d'art de Reinhard Ernst. Les travaux ont commencé en août 2019 (au n° 1). Les 7 500 mètres carrés de cette Fondation Reinhard & Sonja Ernst sont planifiés par l'architecte japonais Fumihiko Maki et devraient s'achever fin 2022.

## Bâtiments remarquables et lieux de mémoire
Les bâtiments célèbres de la Wilhelmstraße sont le Kurhaus (établissement thermal), le Staatstheater (théâtre national) et le Musée de Wiesbaden. Elle longe le Warmer Damm.